# Plastronique

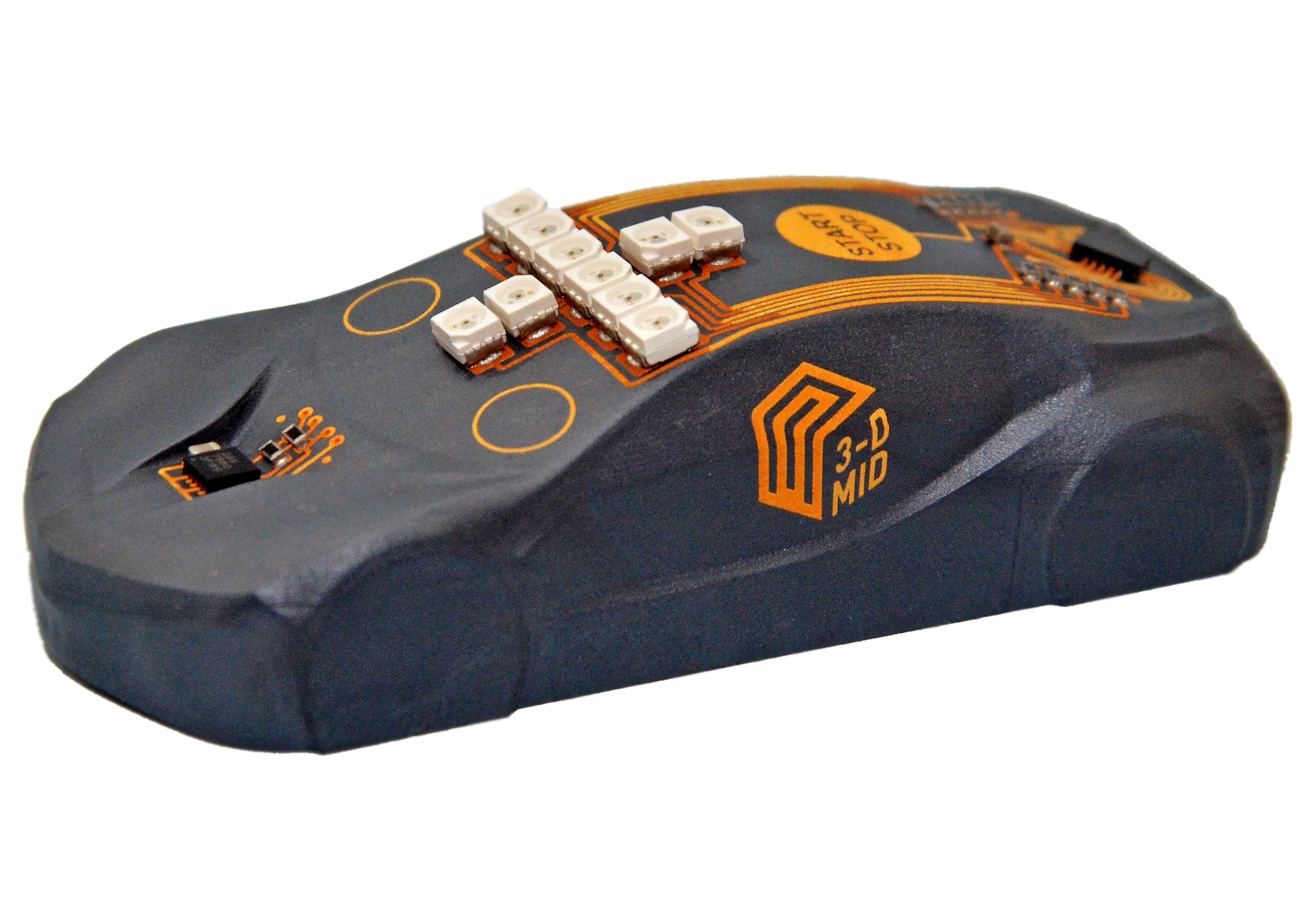
Voiture plastronique

La plastronique (appelée en anglais Molded interconnect device, ou encore MID) est un procédé combinant la plasturgie et l'électronique. Cette technique permet d'intégrer des circuits électroniques directement sur des pièces thermoplastiques moulées par injection. Cette méthode de fabrication est une porte d'accès à une nouvelle dimension dans la conception et l'intégration de dispositifs pour l'industrie électronique. 

## Applications
La plastronique est principalement utilisée pour l'électronique grand public, les télécommunications, l'automobile et le secteur médical. Une application très courante des dispositifs d'interconnexion moulés est l'intégration d'antennes dans les téléphones cellulaires et autres appareils mobiles, y compris les ordinateurs portables et les netbooks.

## Méthodes de fabrication
Des méthodes de production des éléments de plastronique sont sans cesse mis au point. À ce jour, les plus courantes sont:

### Laser Direct Structuring (LDS)
Cette technique consiste à enrichir le plastique d'une petite quantité de métal. Ce composé plastique est injecté dans le moule pour former la pièce. Par la suite, un laser grave sur la pièce le motif du chemin du futur circuit électronique souhaité, révélant les composés métalliques à la surface. La pièce finit par être plongée dans un bain contenant des particules métalliques qui s'agglutinent sur le motif pour former une couche conductrice plus épaisse sur les motifs auparavant gravés au laser. 
Cette méthode convient aussi bien pour le prototypage que pour la production à grande échelle.
Le processus LDS est caractérisé par :
- un moulage par injection d'un seul tenant
- un large éventail de matériaux disponibles
- une totale tridimensionnalité
- beaucoup de flexibilité
- une grande précision
- un prototypage rapide

Le Laser Direct Structuring a été inventé à la Hochschule Ostwestfalen-Lippe, Université des sciences appliquées de Lemgo, en Allemagne, de 1997 à 2001.

### Impression
Cette technique consiste à imprimer sur le plastique le motif du circuit électrique au moyen d'une encre conductrice, ou d'une encre inerte qui révélée à la lumière.
Les principaux avantages de l'impression sont :
- tout polymère peut être utilisé pour le moulage par injection
- aucun composé métallique inorganique n'est nécessaire, ce qui réduit les coûts
- une grande variété de matériaux de revêtement conducteurs, notamment l'argent, le cuivre, l'or, le platine, le graphite et les polymères conducteurs
- l'épaisseur peut être étroitement contrôlée
- des circuits plus complexes possibles car les couches d'isolation, les diélectriques et d'autres matériaux peuvent être déposés en plusieurs couches
- une précision de ligne plus élevée, jusqu'à 10 µm
- un meilleur état de surface

### Plasma Coat 3D
Les particules métalliques constituants le circuit électronique sont pulvérisés par une torche à plasma sur le plastique. Grâce à cette technique, l'adhésion du métal sur la pièce plastique est parfaite et est réalisée par voie sèche, contrairement au LDS où la pièce est trempée dans un liquide.

### Moulage en deux temps
Le moulage en deux temps est un procédé de moulage par injection utilisant deux résines différentes et une seule de ces deux résines peut être plaquée de métal. En général, le substrat susceptible d'être plaqué est l'ABS et le substrat non plaquable est le polycarbonate. Dans le cas d'un composant moulé en deux temps, celui-ci est ensuite soumis à un processus de placage autocatalytique où le butadiène est utilisé pour chimiquement rendre la surface rugueuse et permettre l'adhésion d'une couche primaire de cuivre. Bien qu'elle ne soit pas couramment utilisée en dehors de la production d'antennes de téléphonie mobile, cette technologie est publique et largement disponible.

### Logiciels de conception
Le placement des composants sur le corps en 3D peut être effectué par n'importe quel logiciel de CAO. Il existe un logiciel de conception spécial (Mecadtron Nextra) qui peut lire les données mCAD ainsi que les données CAO électriques, y compris la liste des réseaux (interconnexions). Cet outil offre un routage interactif sur la surface 3D ainsi qu'une vérification en ligne des règles de conception. Les données peuvent être exportées dans un fichier de production LPKF.
Certains logiciels de CAO de PCB commencent également à offrir une capacité de conception 3D-MID, comme Target3001!

## Avantages et inconvénients

### Avantages
Cette méthode permet d'économiser beaucoup de poids ainsi que de l'espace. De plus, cette technique permet de gagner beaucoup de temps lors des phases assemblage et de place pour le stockage, notamment dans le domaine de l'automobile dans lequel ces deux caractéristiques ont de la valeur.

### Inconvénients
La plastronique reste une méthode assez onéreuse. De plus, aucune technique de plastronique ne permet à ce jour d'avoir des pièces aussi complètes et complexes qu'avec un circuit imprimé traditionnel.